# Дискография 311
Дискография американской группы альтернативного рока 311 включает в себя десять студийных альбомов, четыре официальных компиляции, пять мини-альбомов, один концертный альбом и четыре DVD. За всю историю с 1989 года группа записала более 200 песен (включая официальные ремиксы) и выпустила 32 сингла.
Четыре студийных альбома, один сборник, один видеоальбом и один сингл удостоились сертификата золотого диска от Американской Ассоциации Звукозаписывающих Компаний. Два альбома и два видеоальбома стали платиновыми, при этом один — трижды платиновым.
Самыми успешными альбомами согласно продажам являются 311 и Transistor. Наиболее известные и успешные песни — «Down», «All Mixed Up», «Come Original», «Amber», «Love Song», «Don’t Tread on Me», получили широкую ротацию на радиостанциях и телеканалах, занимая высокие позиции в музыкальных чартах.

## Студийные альбомы
| Год                                                          | Детали                                                                                             | Позиции в чартах | Позиции в чартах | Позиции в чартах | Позиции в чартах | Позиции в чартах | Сертификации       |
| Год                                                          | Детали                                                                                             | B200             | HEAT             | ROCK             | ALT              | INDE             | Сертификации       |
| ------------------------------------------------------------ | -------------------------------------------------------------------------------------------------- | ---------------- | ---------------- | ---------------- | ---------------- | ---------------- | ------------------ |
| 1993                                                         | Music - Выпущен: 9 февраля 1993 - Лейбл: Capricorn (42008-2/4) - Формат: LP, CD, CS                | —                | 37               | —                | —                | —                | США: Золотой       |
| 1994                                                         | Grassroots - Выпущен: 12 июля 1994 - Лейбл: Capricorn (42026-2/4) - Формат: LP, CD, CS             | 193              | 8                | —                | —                | —                | США: Золотой       |
| 1995                                                         | 311 - Выпущен: 25 июля 1995 - Лейбл: Capricorn (42041-1/2/4) - Форматt: LP, CD, CS                 | 12               | 1                | —                | —                | —                | США: 3× Платиновый |
| 1997                                                         | Transistor - Выпущен: 5 августа 1997 - Лейбл: Capricorn (314 536 181-1/2/4) - Формат: LP, CD, CS   | 4                | —                | —                | —                | —                | США: Платиновый    |
| 1999                                                         | Soundsystem - Выпущен: 12 октября 1999 - Лейбл: Capricorn (314 546 645-1/2/4) - Формат: LP, CD, CS | 9                | —                | —                | —                | —                | США: Золотой       |
| 2001                                                         | From Chaos - Выпущен: 19 июня 2001 - Лейбл: Volcano (32184-1/2/4) - Формат: LP, CD, CS             | 10               | —                | —                | —                | —                | США: Золотой       |
| 2003                                                         | Evolver - Выпущен: 22 июля 2003 - Лейбл: Volcano (53714-2) - Формат: CD                            | 7                | —                | —                | —                | —                |                    |
| 2005                                                         | Don't Tread on Me - Выпущен: 16 августа 2005 - Лейбл: Volcano (69522-1/2) - Формат: LP, CD         | 5                | —                | —                | —                | —                |                    |
| 2009                                                         | Uplifter - Выпущен: 2 июня 2009 - Лейбл: Volcano (48091-1/2) (50777-2) - Формат: LP, CD, CD/DVD    | 3                | —                | 2                | —                | —                |                    |
| 2011                                                         | Universal Pulse - Выпущен: 19 июля 2011 - Лейбл: 311/ATO - Формат: LP, CD                          | 7                | —                | 2                | 2                | 1                |                    |
| Символ «—» означает, что релиз не участвовал в данном чарте. | |                  |                  |                  |                  |                  |                    |

## Концертные альбомы
| Год  | Детали                                                                              | Позиции в чартах |
| Год  | Детали                                                                              | B200             |
| ---- | ----------------------------------------------------------------------------------- | ---------------- |
| 1998 | Live - Выпущен: 3 ноября 1998 - Лейбл: Capricorn (314 538 263-2/4) - Формат: CD, CS | 77               |

## Сборники
| Год                                                          | Детали                                                                                                 | Позиции в чартах | Сертификации |
| Год                                                          | Детали                                                                                                 | B200             | Сертификации |
| ------------------------------------------------------------ | --- | ---------------- | ------------ |
| 1998                                                         | Omaha Sessions - Выпущен: Oктябрь 1998 - Лейбл: What Have You (311001) - Формат: CD                    | —                |              |
| 2000                                                         | Flavors – American Singles - Выпущен: 27 сентября 2000 - Лейбл: Capricorn (PHCW-1098) - Формат: CD     | —                |              |
| 2004                                                         | Greatest Hits '93-'03 - Выпущен: 8 июня 2004 - Лейбл: Volcano (60009-2) - Формат: CD                   | 7                | США: Золотой |
| 2010                                                         | Playlist: The Very Best of 311 - Выпущен 26 января 2010 - Лейбл: Volcano/Legacy (41343-2) - Формат: CD | —                |              |
| Символ «—» означает, что релиз не участвовал в данном чарте. | |                  |              |

## Мини-альбомы
| Год                                                          | Детали                                                                                           | Позиции в чартах | Комментарии                                                                                           |
| Год                                                          | Детали                                                                                           | B200             | Комментарии                                                                                           |
| ------------------------------------------------------------ | ------------------------------------------------------------------------------------------------ | ---------------- | --- |
| 1989                                                         | Downstairs EP - Выпущен: 1989 - Лейбл: What Have You - Формат: CS                                | —                | Первый самостоятельный релиз группы. Песни с мини-альбома встречаются на последующих изданиях группы. |
| 1992                                                         | Hydroponic EP - Выпущен: 1992 - Лейбл: What Have You (002-311) - Формат: CS                      | —                | Чётвёртый и последний самостоятельный релиз.                                                          |
| 1996                                                         | Enlarged to Show Detail - Выпущен: 5 ноября 1996 - Лейбл: Capricorn (MECD 113) - Формат: CD      | 95               | Вышел как приложение к одноимённому видеоальбому.                                                     |
| 2001                                                         | Enlarged to Show Detail 2 - Выпущен: 11 декабря 2001 - Лейбл: Volcano (VOL-32185-2) - Формат: CD | —                | Вышел как приложение к одноимённому видеоальбому.                                                     |
| Символ «—» означает, что релиз не участвовал в данном чарте. |                                                                                                  |                  | |

## Видеоальбомы
| Год                                                   | Детали | Позиции в чартах | Сертификации    |
| Год                                                   | Детали | США              | Сертификации    |
| ----------------------------------------------------- | --- | ---------------- | --------------- |
| 1996                                                  | Enlarged to Show Detail - Выпущен: 5 ноября 1996 - Лейбл: Capricorn (43925-3) (30039-9) - Формат: VHS, DVD | 1                | США: Платиновый |
| 2001                                                  | Enlarged to Show Detail 2 - Выпущен: 11 декабря 2001 - Лейбл: Volcano (32185-3/9) - Формат: VHS, DVD       | 17               | США: Золотой    |
| 2004                                                  | 311 Day: Live in New Orleans - Выпущен: 24 октября 2004 - Лейбл: Volcano (64824-9) - Формат: DVD           | 3                | США: Платиновый |
| 2009                                                  | The Road to 311 Day 2008 - Выпущен: 19 июля 2009 - Лейбл: Volcano (50777-9) - Формат: DVD                  | —                |                 |
| Символ «—» означает, что релиз не участвовал в чарте. | |                  |                 |

## Демоальбомы
| Год  | Детали                                                                             |
| ---- | ---------------------------------------------------------------------------------- |
| 1990 | Dammit! - Выпущен: 1990 - Лейбл: What Have You Records (000-311) - Формат: CS      |
| 1991 | Unity - Выпущен: 1991 - Лейбл: What Have You Records (001-311/CD) - Формат: CS, CD |

## Синглы
| Год                                                          | Сингл                     | Наивысшая позиция | Наивысшая позиция | Наивысшая позиция | Наивысшая позиция | Наивысшая позиция | Наивысшая позиция | Сертификация | Альбом                |
| Год                                                          | Сингл                     | B100              | ALT               | MAIN              | АВС               | КАН               | ALT               | Сертификация | Альбом                |
| ------------------------------------------------------------ | ------------------------- | ----------------- | ----------------- | ----------------- | ----------------- | ----------------- | ----------------- | ------------ | --------------------- |
| 1992                                                         | «Freak Out»               | —                 | —                 | —                 | —                 | —                 | —                 |              | Music                 |
| 1993                                                         | «Do You Right»            | —                 | 27                | —                 | —                 | —                 | —                 |              | Music                 |
| 1993                                                         | «Visit»                   | —                 | —                 | —                 | —                 | —                 | —                 |              | Music                 |
| 1993                                                         | «My Stoney Baby»          | —                 | —                 | —                 | —                 | —                 | —                 |              | Music                 |
| 1993                                                         | «Feels So Good»           | —                 | —                 | —                 | —                 | —                 | —                 |              | Music                 |
| 1994                                                         | «Homebrew»                | —                 | —                 | —                 | —                 | —                 | —                 |              | Grassroots            |
| 1994                                                         | «Lucky»                   | —                 | —                 | —                 | —                 | —                 | —                 |              | Grassroots            |
| 1995                                                         | «Don’t Stay Home»         | —                 | 29                | —                 | —                 | —                 | 24                |              | 311                   |
| 1996                                                         | «Down»                    | 37                | 1                 | 19                | 41                | 60                | 4                 |              | 311                   |
| 1996                                                         | «All Mixed Up»            | 36                | 4                 | —                 | —                 | —                 | 3                 |              | 311                   |
| 1997                                                         | «Transistor»              | —                 | 14                | 31                | —                 | —                 | 20                |              | Transistor            |
| 1997                                                         | «Prisoner»                | —                 | 21                | —                 | —                 | —                 | —                 |              | Transistor            |
| 1998                                                         | «Beautiful Disaster»      | —                 | 21                | —                 | —                 | —                 | —                 |              | Transistor            |
| 1999                                                         | «Come Original»           | 119               | 6                 | 39                | —                 | —                 | —                 |              | Soundsystem           |
| 1999                                                         | «Flowing»                 | —                 | 17                | —                 | —                 | —                 | —                 |              | Soundsystem           |
| 2000                                                         | «Large in The Margin»     | —                 | —                 | —                 | —                 | —                 | —                 |              | Soundsystem           |
| 2001                                                         | «You Wouldn’t Believe»    | 120               | 7                 | 32                | —                 | —                 | —                 |              | From Chaos            |
| 2001                                                         | «I’ll Be Here Awhile»     | —                 | 15                | —                 | —                 | —                 | —                 |              | From Chaos            |
| 2002                                                         | «Amber»                   | 103               | 13                | —                 | —                 | —                 | —                 | США: Золотой | From Chaos            |
| 2003                                                         | «Creatures (For a While)» | 118               | 3                 | —                 | —                 | —                 | —                 |              | Evolver               |
| 2004                                                         | «Beyond the Gray Sky»     | —                 | 39                | —                 | —                 | —                 | —                 |              | Evolver               |
| 2004                                                         | «Love Song»               | 59                | 1                 | —                 | —                 | —                 | —                 |              | Greatest Hits '93-'03 |
| 2004                                                         | «First Straw»             | —                 | 14                | —                 | —                 | —                 | —                 |              | Greatest Hits '93-'03 |
| 2005                                                         | «Don’t Tread on Me»       | 107               | 2                 | —                 | —                 | —                 | —                 |              | Don’t Tread on Me     |
| 2005                                                         | «Speak Easy»              | —                 | 22                | —                 | —                 | —                 | —                 |              | Don’t Tread on Me     |
| 2006                                                         | «Frolic Room»             | —                 | —                 | —                 | —                 | —                 | —                 |              | Don’t Tread on Me     |
| 2009                                                         | «Hey You»                 | —                 | 3                 | 38                | —                 | —                 | —                 |              | Uplifter              |
| 2009                                                         | «It’s Alright»            | —                 | 16                | —                 | —                 | —                 | —                 |              | Uplifter              |
| 2009                                                         | «Golden Sunlight»         | —                 | —                 | —                 | —                 | —                 | —                 |              | Uplifter              |
| 2011                                                         | «Sunset in July»          | —                 | 7                 | 36                | —                 | —                 | 28                |              | Universal Pulse       |
| 2011                                                         | «Count Me In»             | —                 | 31                | —                 | —                 | —                 | —                 |              | Universal Pulse       |
| Символ «—» означает, что сингл не участвовал данном в чарте. |                           |                   |                   |                   |                   |                   |                   |              |                       |

### Двусторонние промосинглы
- «8:16 a.m./Omaha Stylee» (1995) из альбома Grassroots
- «Jackolantern's Weather/Guns (Are for Pussies)» (1995) из альбома Music